# Fascicle (botànica)

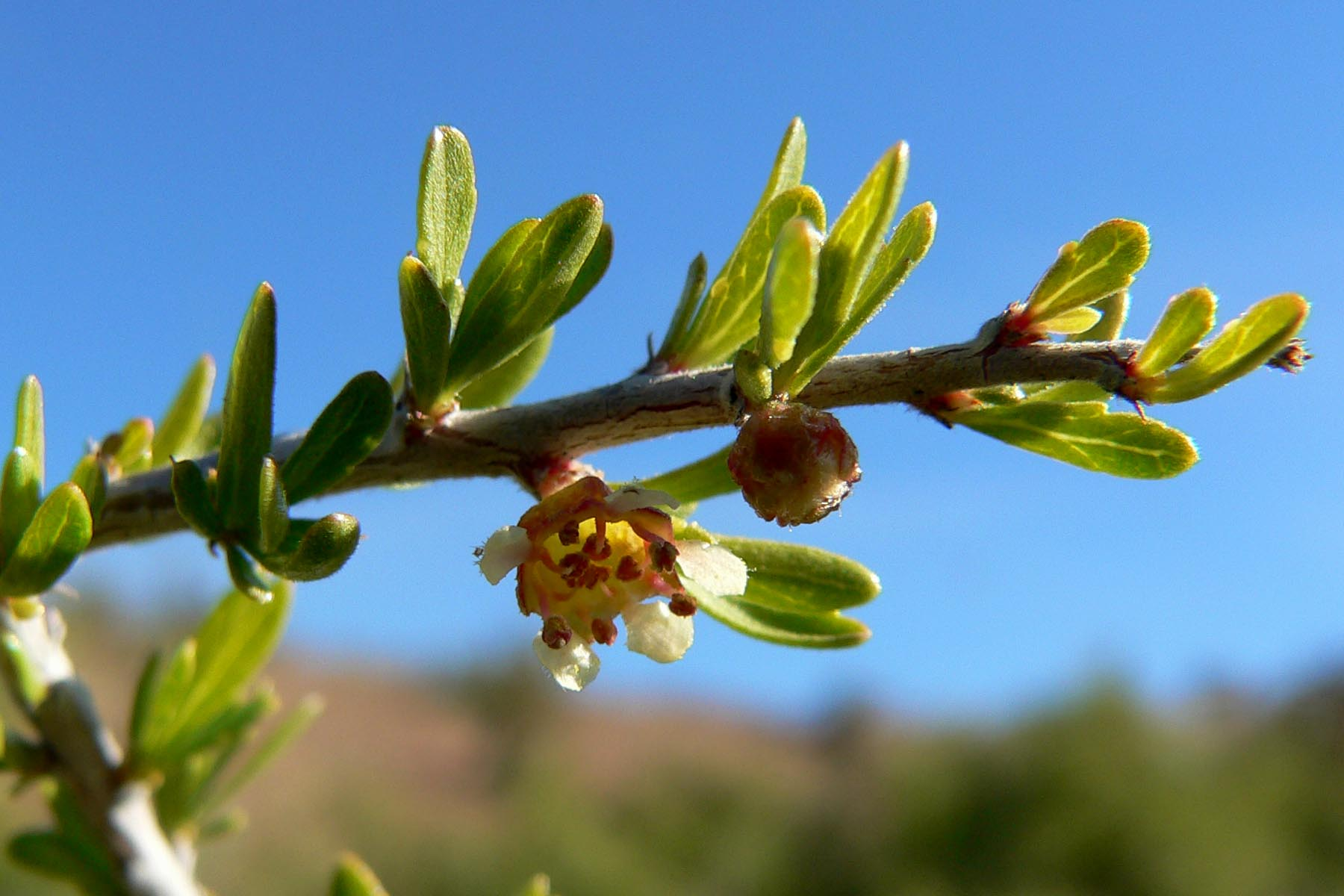
Fascicle de Prunus fasciculata

Un fascicle foliar és un conjunt de flors (una inflorescència) o de fulles aciculars que forma un feix. S'anomena fascicle al raïm reduït o cima que creix en l'axil·la d'una bràctea. Són poques les plantes amb flor que fan fascicles. Tant els fascicles florals com els foliars són rars, de manera que quan hi són l'epítet específic del nom de la planta tendeix a referir-se a ells. Espècies amb aquest tipus d'inflorescència són Aechmea biflora, Melicytus ramiflorus, diverses espècies del gènere Malva i tot el gènere Flueggea. Algunes espècies de la família Alseuosmiaceae presenten flors en fascicles.

## Descripció
En totes les espècies de pins hi ha fascicles i el nombre de fulles adultes (agulles) per fascicle és un tret característic important per a la identificació de les espècies de pins i gèneres.
La majoria de les espècies tenen fascicles de 2 a 5 agulles, i només una sola espècie té d'1 a 6 fascicles.
Pinus durangensis fa fascicles de 6 agulles, excepcionalment de fins a 7, i és l'única espècie de pi amb tantes agulles per fascicle. Pinus monophylla té fascicles d'una agulla, rarament de dues.
Aquesta és l'única espècie de pi amb una sola agulla per fascicle, i aquesta característica tan estranya i fàcil d'observar es reflecteix tant en l'epítet específic del nom científic, monophylla, com en el nom comú anglès: single-leaf pinyon.

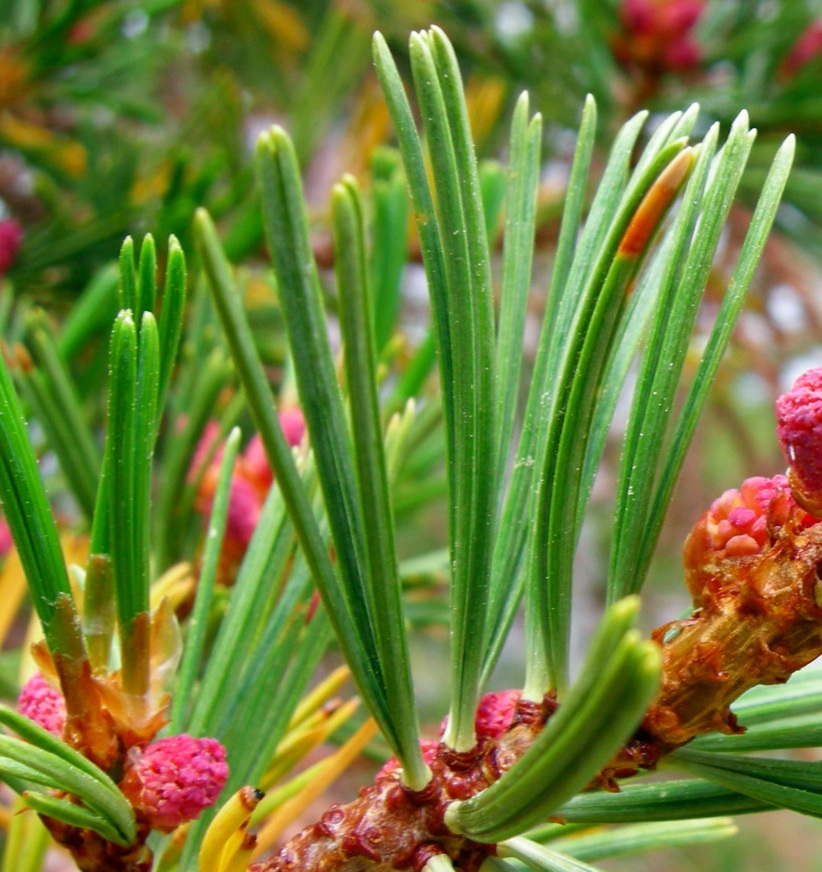
Fascicles de cinc agulles, Pinus flexilis
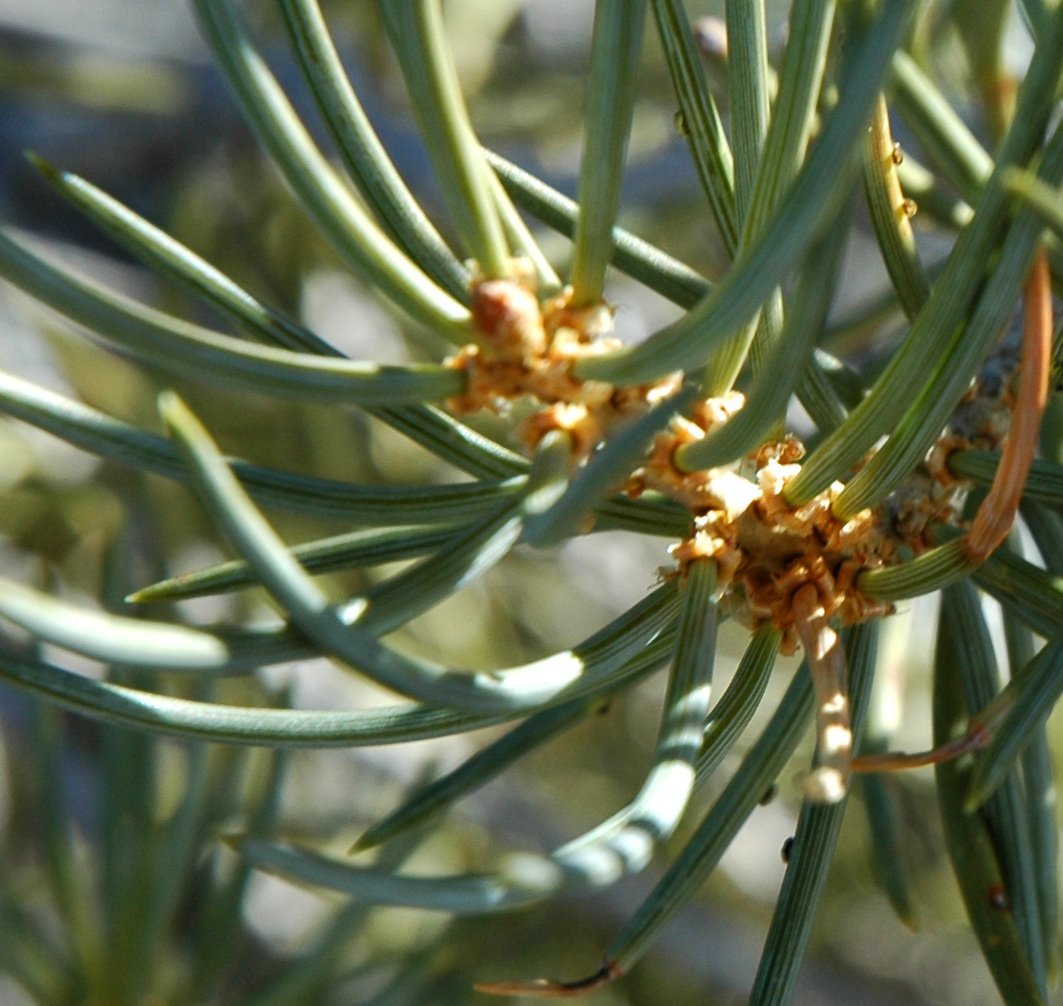
Fascicles d'una sola agulla, Pinus monophylla